# Portageville
Portageville é uma cidade localizada no estado americano de Missouri, no Condado de New Madrid e Condado de Pemiscot.

## Demografia
Segundo o censo americano de 2000, a sua população era de 3295 habitantes.
Em 2006, foi estimada uma população de 3025, um decréscimo de 270 (-8.2%).

## Geografia
De acordo com o United States Census Bureau tem uma área de
5,2 km², dos quais 5,2 km² cobertos por terra e 0,0 km² cobertos por água. Portageville localiza-se a aproximadamente 88 m acima do nível do mar.

## Localidades na vizinhança
O diagrama seguinte representa as localidades num raio de 16 km ao redor de Portageville.